# Willem III van Oranje
Willem Hendrik van Oranje (Binnenhof (Den Haag), 14 november 1650 – Kensington Palace, 19 maart 1702), in Nederland veelal aangeduid als: stadhouder-koning Willem III, of als: koning-stadhouder Willem III,  was een soevereine prins van Oranje van het huis Oranje-Nassau sinds zijn geboorte.  
Vanaf 1672 bestuurde hij als stadhouder Willem III van Oranje Holland, Zeeland en Utrecht, sinds 1675 ook Gelre en Zutphen en Overijssel, en ten slotte sinds 1696 ook Drenthe, in de Republiek der Zeven Verenigde Nederlanden.
Vanaf 1689 regeerde hij ook als koning Willem III over Engeland (waartoe ook Wales behoorde) en Ierland. Toevallig was zijn regeringsnummer (III) hetzelfde voor zowel Oranje als Engeland. Hij was ook koning van Schotland, daar stond hij bekend als Willem II. Kortom, hij was koning van het gebied van het huidige Verenigd Koninkrijk en de huidige republiek Ierland, of anders gezegd, van de eilanden Groot-Brittannië en Ierland. Hij staat informeel bekend als King Billy in Ierland en Schotland.
In wat nu bekendstaat als de Glorious Revolution, viel Willem Engeland binnen op 5 november 1688 in een vanuit het parlement ondersteunde actie die uiteindelijk koning Jacobus II afzette en de kronen van Engeland, Schotland en Ierland voor hem won. Op de Britse Eilanden regeerde Willem samen met zijn vrouw, Maria II, tot haar dood op 7 januari 1695 (Juliaanse jaartelling 28 december 1694). De periode van hun gezamenlijke heerschappij wordt vaak aangeduid als "Willem en Maria". In het jaar 1694 kwam de Bank of England tot stand, wat Willem III verzekerde van de steun van de bankiers aan zijn regering.
Willem was een protestant en mede daarom nam hij deel aan verschillende oorlogen tegen de machtige katholieke koning Lodewijk XIV van Frankrijk, in coalitie met de protestantse en katholieke machten van Europa. Veel protestanten riepen hem uit tot een voorvechter van hun geloof. Grotendeels vanwege deze reputatie was Willem in staat om de Britse kronen te nemen, toen velen vreesden dat het katholicisme zou herleven onder Jacobus. Willems overwinning over Jacobus bij de Slag aan de Boyne in 1690 wordt herdacht door de Oranjeorde in Noord-Ierland en delen van Schotland tot op de dag van vandaag. Zijn heerschappij markeerde het begin van de overgang van de persoonlijke heerschappij van het Huis Stuart naar de meer parlementsgerichte heerschappij van het Huis Hannover.

## Jeugd

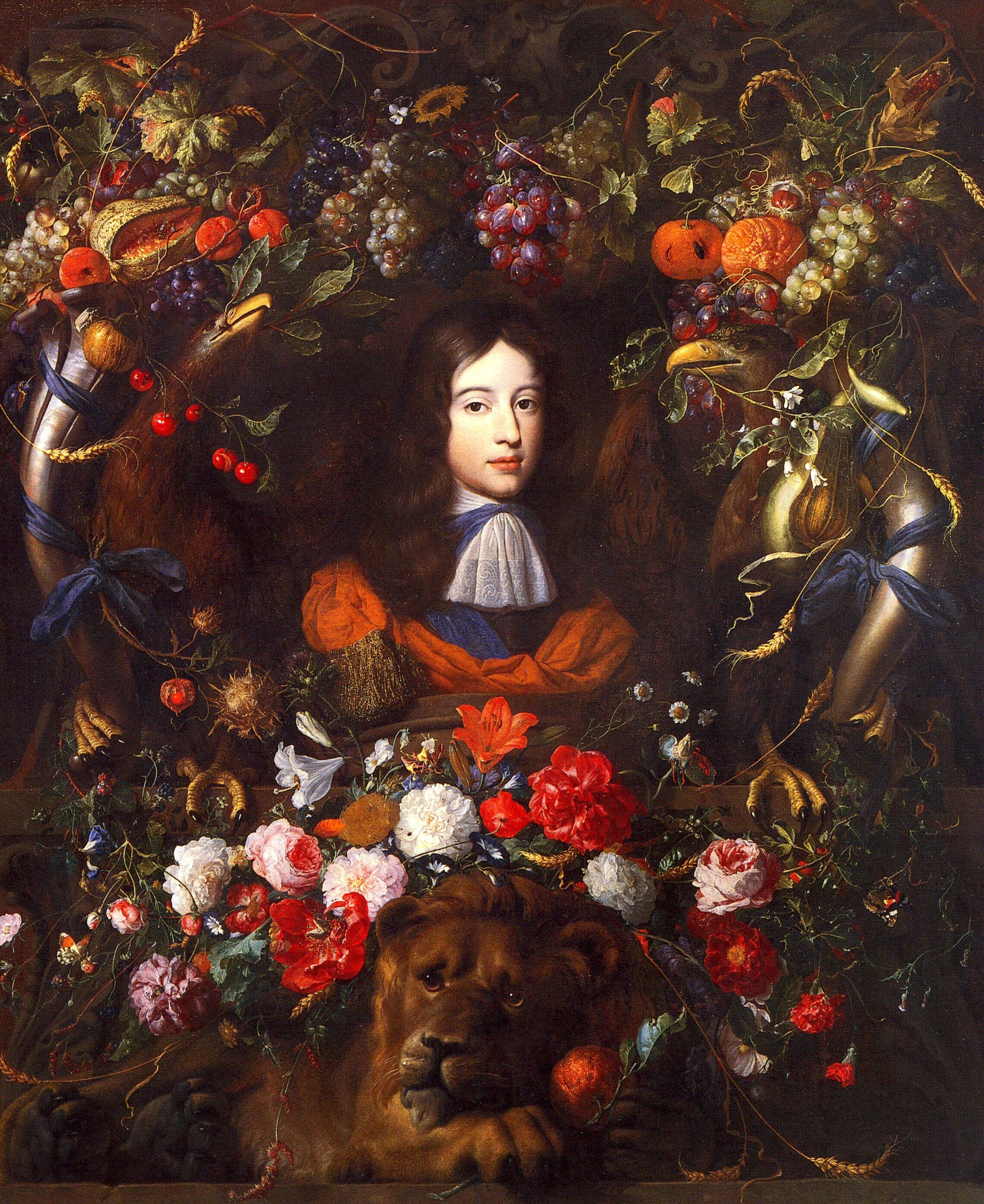
Willem III van Oranje op jeugdige leeftijd, ca. 1662, door Jan Davidsz. de Heem (guirlandes) en Jan Vermeer van Utrecht (portretkop)

Willem III van Oranje werd geboren acht dagen na het plotselinge heengaan van zijn vader, stadhouder Willem II, die aan de pokken overleed. Zijn moeder Maria Henriëtte Stuart, de Engelse Princess Royal, werd gedwongen om het voogdijschap over haar pasgeboren zoon te delen met zijn grootmoeder Amalia van Solms, weduwe van Frederik Hendrik, en met Frederik Willem I van Brandenburg. 
De regentenpartij onder het beheer van Cornelis de Graeff en Andries Bicker maakte van het overlijden van zijn vader gebruik om het Eerste Stadhouderloze Tijdperk in te luiden. Met alleen Leiden tegen, werd in Holland besloten geen stadhouder te benoemen en om een afvaardiging te sturen naar Zeeland om daar hetzelfde te bewerkstelligen. De Staten namen het recht landdrosten en baljuws te benoemen nu zelf in handen. Op het einde van de Eerste Engels-Nederlandse Oorlog 'verplichtte' de provincie Holland, misschien op aandringen van Johan de Witt, zich in de geheime Akte van Seclusie aan het republikeinse Engelse regime van Lord Protector Oliver Cromwell de prins nooit als stadhouder aan te stellen – of toe te staan dat een andere provincie dat wel deed. Willem, vanaf 1657 onderricht in de staatsreligie van het calvinisme door dominee Cornelis Trigland, kreeg vanaf 1659 onderwijs op de Universiteit van Leiden, zonder daar echt student te zijn. Hij interesseerde zich weinig voor boekenwijsheid, maar meer voor de schone kunsten, met name tuinarchitectuur.
De Acte van Seclusie werd herroepen in 1660 na de Restauratie van de monarchie in Engeland. Willems moeder Maria Henriëtte en zijn grootmoeder Amalia probeerden verschillende provincies zover te krijgen, Willem alvast als hun toekomstige stadhouder aan te wijzen, maar dat mislukte. Gedurende de Tweede Engels-Nederlandse Oorlog (1665-1667) begonnen er echter al stemmen op te gaan voor sterkere leiding. De bemoeienis van Willems oom Karel II van Engeland na het overlijden in 1660 van zijn moeder (en deelvoogd), leidde echter tot een tegenreactie van De Witt, De Graeff en Gillis Valckenier. De astmatische en gebochelde Willem werd in april 1666 tot Kind van Staat verklaard, nadat Amalia omgekocht was met een staatspensioen, zodat de overheid pro-Engelse elementen uit zijn omgeving kon verwijderen. Willem speelde met de zonen Pieter en Jacob van De Graeff in het huis aan de dijk naar Soest (het latere Paleis Soestdijk).
Er werd daarna (augustus 1667) een openlijk Eeuwig Edict uitgevaardigd om de prins uit te sluiten van de positie van zijn voorgangers: bepaald werd dat de kapitein-generaal van de Republiek nooit dezelfde mocht zijn als de stadhouder. Holland en daarna Zeeland, Utrecht, Gelderland en Overijssel schaften het stadhouderschap zelfs helemaal af. Toch was dit een deeloverwinning voor Willem: het opperbevel van het leger zou hem kennelijk gaan toevallen. In 1668 werd hij ook aangewezen als eerste edele van de Staten van Zeeland: de eerste van de adellijke afgevaardigden. Amalia en zijn derde voogd Frederik Willem van Brandenburg verklaarden Willem nu meerderjarig, wat eigenlijk illegaal was: een man bereikte toen pas meerderjarigheid met 23 jaar. In 1670 werd hij lid van de Raad van State met vol stemrecht.
Vanaf november 1670 tot februari 1671 bezocht Willem Engeland om zijn oom Karel II te bewegen eindelijk eens wat te gaan aflossen van de enorme schuld die het Huis Stuart sinds de Engelse Burgeroorlog aan het Huis Oranje had. Oom Karel, steeds balancerend op de rand van bankroet, kon in dit opzicht niets voor Willem betekenen, maar probeerde hem wel tot het katholicisme te bekeren. Willems geschokte reactie hierop zorgde ervoor dat Karel zijn neef geen deelgenoot maakte van het geheime Verdrag van Dover dat hij met Lodewijk XIV gesloten had, waarin bepaald werd dat Engeland en Frankrijk samen de Republiek omver zouden werpen en Willem als soeverein prins van een Hollandse 'rompstaat' zouden benoemen.

## Stadhouderschap

Willem III van Oranje

In het Rampjaar 1672 veranderde alles. De Republiek werd van alle kanten aangevallen: door de Engelsen, Fransen en de bisdommen Münster en Keulen. Het gewapend conflict dat in dat jaar uitbrak met de Engelsen ging de geschiedenis in als de Derde Engels-Nederlandse Oorlog, dat met de Fransen als de Hollandse Oorlog, hoewel daar nog zes andere partijen bij betrokken waren. Willem had Karel in januari nog aangeboden de Republiek tot een volgzaam bondgenoot van Engeland te maken, als Karel met Frankrijk zou breken en druk zou uitoefenen Willem tot stadhouder benoemd te krijgen. Karel meende echter dat hij na een militaire overwinning de vredesvoorwaarden eenvoudigweg zou kunnen dicteren en ging dus niet op het aanbod in.

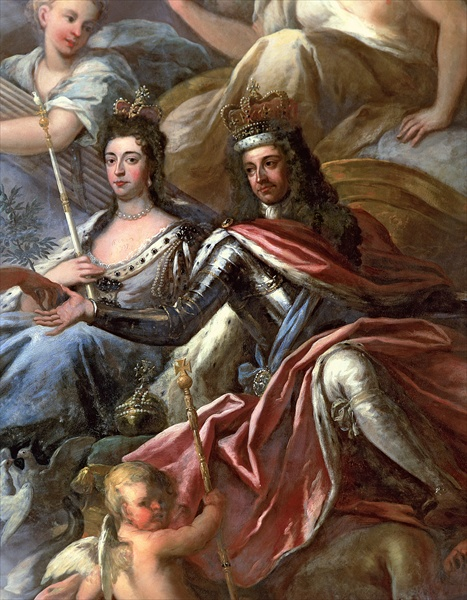
Willem III van Oranje en zijn echtgenote Maria II

Stadhouder Willem III werd op 25 februari 1672 kapitein-generaal gemaakt.

In februari werd Willem benoemd tot kapitein-generaal. Zijn eerste optreden als legeraanvoerder was weinig gelukkig. De meeste soldaten van de Republiek bevonden zich in de drie grote zuidelijke vestingen: Breda, 's-Hertogenbosch en Maastricht. Het Franse leger liet deze machtige vestingsteden echter letterlijk links liggen en viel in juni langs de Rijn Gelderland binnen door de Betuwe. Willems kleine veldlegertje viel spontaan uiteen. De IJsselsteden wisten niet hoe snel ze zich moesten overgeven; Willem viel met de resten van zijn strijdmacht terug op Utrecht waar hij de poorten echter voor hem gesloten vond: de Utrechtse burgerij had weinig trek in een belegering en liet de Fransen binnen. 
Toen stokte de Franse opmars omdat Lodewijk, de oorlog al gewonnen wanend, op zijn gemak zo veel mogelijk geld van de rijke Hollanders poogde af te persen. De nationale catastrofe voor de Republiek leidde evenwel tot een panisch volksoproer. De Oranjepartij greep de macht: de prins werd op 4 juli benoemd tot stadhouder van Holland en op 16 juli van Zeeland. Op 5 juli bezocht Lord Arlington, op zijn reis alom toegejuicht door de bevolking, Willem in Nieuwerbrug en eiste zijn capitulatie; in ruil zou hij prins van Holland mogen worden. Willem weigerde echter resoluut. Arlington sloot toen met de Fransen het Akkoord van Heeswijk om geen aparte vrede te sluiten. Karel, die wat ongelukkig was met Arlingtons intimiderende aanpak, stuurde Willem op 18 juli een sussende brief: zijn neef moest goed begrijpen dat dit alles niet persoonlijk bedoeld was maar tegen het regentenregiem gericht. Was dat eenmaal verdwenen dan zou vrede snel volgen. Willem antwoordde met een tegenaanbod: hij zou prins van Holland worden en met Engeland apart vrede sluiten in ruil voor £400.000 ineens, jaarlijks £10.000 pond haringrechten, Suriname en de stad Sluis. Karel wees dit echter af. Op 15 augustus publiceerde Willem Karels brief van 18 juli om het volk tegen raadpensionaris Johan de Witt op te zetten. Johan en Cornelis de Witt werden hierop op 20 augustus door een orangistische burgerwacht vermoord. Wellicht was Willem direct bij het moordcomplot betrokken. Maar hiervoor is geen direct bewijs. Gaspar Fagel werd nu raadpensionaris. In 1672 ontsloeg de prins 130 staatsgezinde regenten, zoals Andries de Graeff in Amsterdam en Pieter de Groot in Rotterdam.
Ondertussen verliep de oorlog al gunstiger: op 7 juli waren de overstromingen van de Hollandse Waterlinie uitgevoerd, waarmee een verdere Franse opmars onmogelijk werd gemaakt. Men zou Lodewijk niets betalen, hoewel de kosten van de oorlog veel hoger zouden uitvallen dan zijn eis van twintig miljoen gulden. Hoewel de Staten van Overijssel zich overgaven aan de bisschop van Münster Bernhard von Galen, wist de stad Groningen op eigen kracht zijn belegering te doorstaan: Von Galen zag zich door geldgebrek gedwongen het beleg op te breken; in december werd ook Coevorden heroverd en was heel Drenthe bevrijd.
In 1673 mengden zowel Spanje, dat nog maar 25 jaar tevoren de soevereiniteit van de Republiek had moeten erkennen, als de Duitse keizer zich in de oorlog aan de kant van de Republiek. De gezamenlijke vloten van Engeland en Frankrijk werden door Michiel de Ruyter in drie opeenvolgende zeeslagen in de Nederlandse kustwateren voldoende toegetakeld om een invasie vanuit zee af te wenden; Engeland beëindigde de Derde Engels-Nederlandse Oorlog met de Vrede van Westminster (1674). In datzelfde jaar trok Willem III met een legertje van 12.000 man richting Bonn, de regeringsstad van de keurvorst van Keulen. Samen met een Brandenburgs leger omsingelde hij deze stad, waarop die capituleerde. Dit had grote gevolgen: Frankrijk trok zich terug van de IJssellinie, omdat de aanvoerlinies via de Rijn waren afgesneden en Keulen en Münster werden tot vrede gedwongen. Zo herwon de Republiek alles behalve Grave en Maastricht die nog door de Fransen bezet werden gehouden. Nu werd Willem ook stadhouder van Utrecht en Overijssel, nadat Willem een voorstel van Fagel had afgewezen om er Generaliteitslanden van te maken als straf voor hun defaitisme en collaboratie. Op voorstel van Holland besloten de Staten-Generaal in 1674, ‘dat zyne Hoogheid gemagtigd mogt worden, om de Regeering in 't Stigt, en daarna ook in Gelderland en Overyssel te veranderen’. In Gelderland boden de Staten in 1675 Willem zelfs de titel van hertog aan, die hij noodgedwongen moest weigeren na zeer negatieve reacties van Zeeland en de stad Amsterdam; ook hier moest hij genoegen nemen met het stadhouderschap. Later werd hij ook stadhouder over Westerwolde en in 1696 ook van Drenthe. Het stadhouderschap werd in 1674 door Utrecht in mannelijke lijn erfelijk verklaard. Maar in 1678 was het enthousiasme alweer geluwd en lag Willem opnieuw overhoop met Amsterdam, waar burgemeester Hendrik Hooft de lakens uitdeelde.

Op het wapen staan:
Gevierendeeld:
I en IV: Nogmaals gevierendeeld:
I en IV: 3 Fleurs de lis van goud op een veld van (Frankrijk),
II en III: drie luipaarden van goud op een veld van (Engeland),
II een klimmende leeuw van keel op een veld van goud in een dubbele geleliede schildzoom van keel (Schotland),
III: Een harp van goud op een veld van azuur (Ierland)
Hartschild: met een staande leeuw van goud op een veld van azuur bezaaid met blokjes van goud (Nassau)

Deze probeerde steun te krijgen voor het vredesvoorstel van Lodewijk XIV van Frankrijk. Maar juist toen hij zijn zin leek te krijgen, gooide de koning zelf roet in het eten. Deze weigerde het beleg van Bergen in Henegouwen op te breken. Willem kreeg nu zelfs de steun van Hooft om met een leger van 35.000 man naar de belegerde stad op te rukken. Lodewijk had globaal gesproken voldoende van zijn plannen gerealiseerd, en in 1678 sloot hij de Vrede van Nijmegen, waarmee zijn Hollandse oorlog ten einde was. De prins viel desondanks aan, vier dagen na de ondertekening, wat leidde tot de Slag bij Saint-Denis. Dit resulteerde in een overwinning voor de prins, maar ook in veel onaangename woorden en beschuldigingen over en weer met de Fransen. Willem en Lodewijk zouden hun hele leven vijanden blijven, maar ook Brandenburg was niet gelukkig omdat de Republiek een aparte vrede gesloten had, hetgeen betekende dat de keurvorst Pommeren zijn verloren gebieden niet van de Zweden terugkreeg. De Republiek kreeg de naam een slechte en onbetrouwbare bondgenoot te zijn.
In 1680 was Lodewijk alweer uit op gebiedsuitbreiding. Hij probeerde nog meer van de Zuidelijke Nederlanden in te palmen en bood de Republiek 'vriendschap' aan die echter binnen twee weken aanvaard moest worden. Spanje van zijn kant deed een beroep op de Republiek om troepen te sturen, toen in 1682 Luxemburg geblokkeerd werd. De prins was voor. De regenten en de stadhouder van Friesland (Hendrik Casimir II van Nassau-Dietz) waren tegen. Terwijl er onderling gekrakeeld werd, brak in 1683 een nieuwe Frans-Spaanse Oorlog uit en vielen Kortrijk en Diksmuide in Franse handen. In 1684 werd duidelijk dat Willem zijn zin niet zou krijgen. Uiteindelijk werd het vriendschapsverdrag met Frankrijk aanvaard, zij het dat de prins schadeloos gesteld werd voor de schade aan zijn bezittingen in het vorstendom Orange en in Luxemburg. De betrekkingen met de steden werden daarna wat beter voor de prins. De zogenaamde Herenigingsoorlog werd door Frankrijk met het Bestand van Regensburg in 1684 op voordelige wijze beëindigd met de andere belanghebbenden: Spanje, het Duitse Keizerrijk en Engeland.

## Glorious Revolution

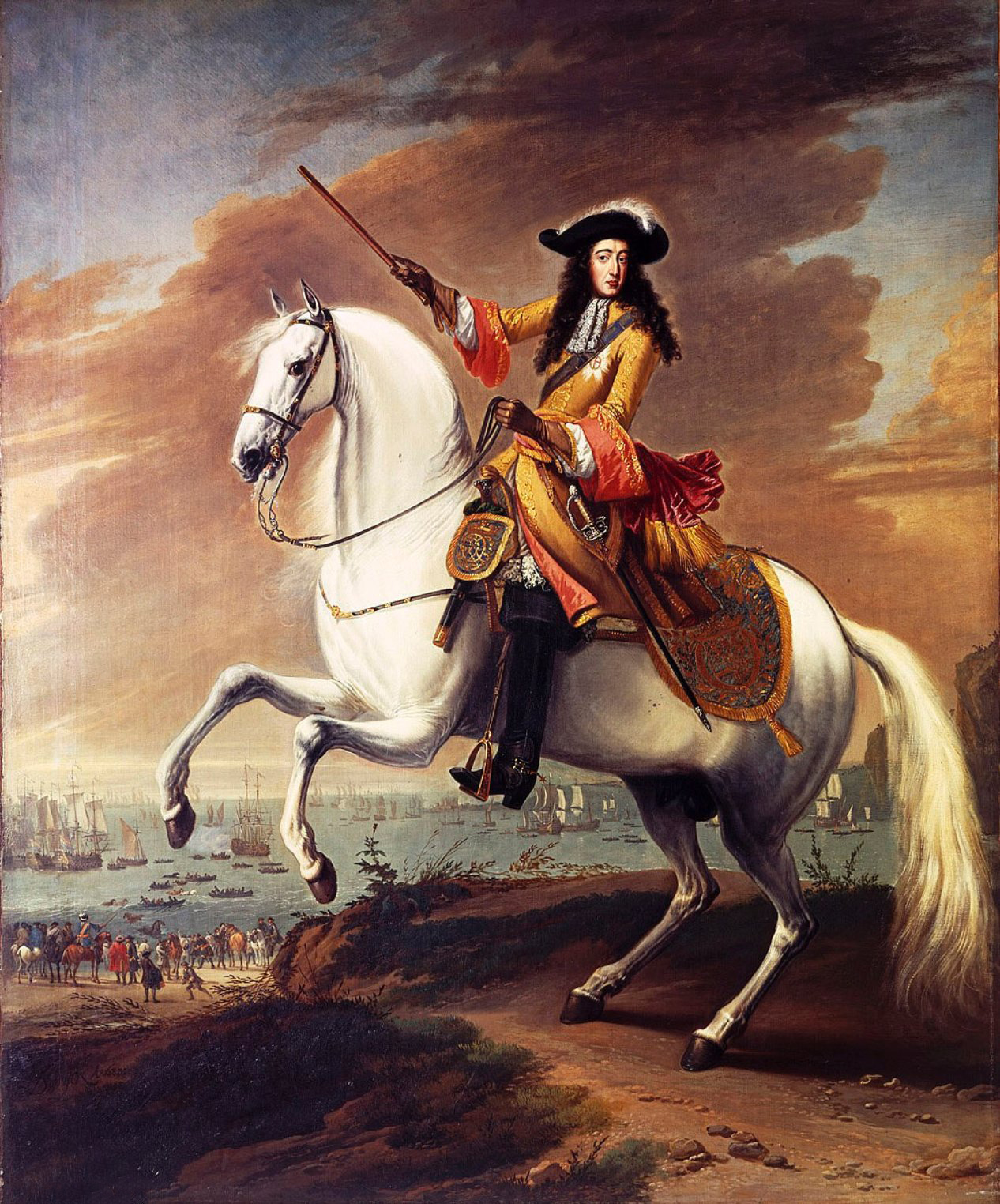
Willem III aankomst in Brixham, Torbay, op 5 november 1688

Willems echtgenote Maria Stuart was de oudste dochter van de in 1685 koning geworden Jacobus II van Engeland en dus zijn volle nicht. Zij was in 1677 tot een huwelijk met Willem gedwongen door haar oom Karel die even een anti-Franse politiek moest volgen om zijn binnenlandse positie te versterken. Tot de geboorte van Jacobus' zoon in 1688 was zij de erfgename van de drie tronen van Engeland, Schotland en Ierland. Haar vader was katholiek en streefde een absolute monarchie na.

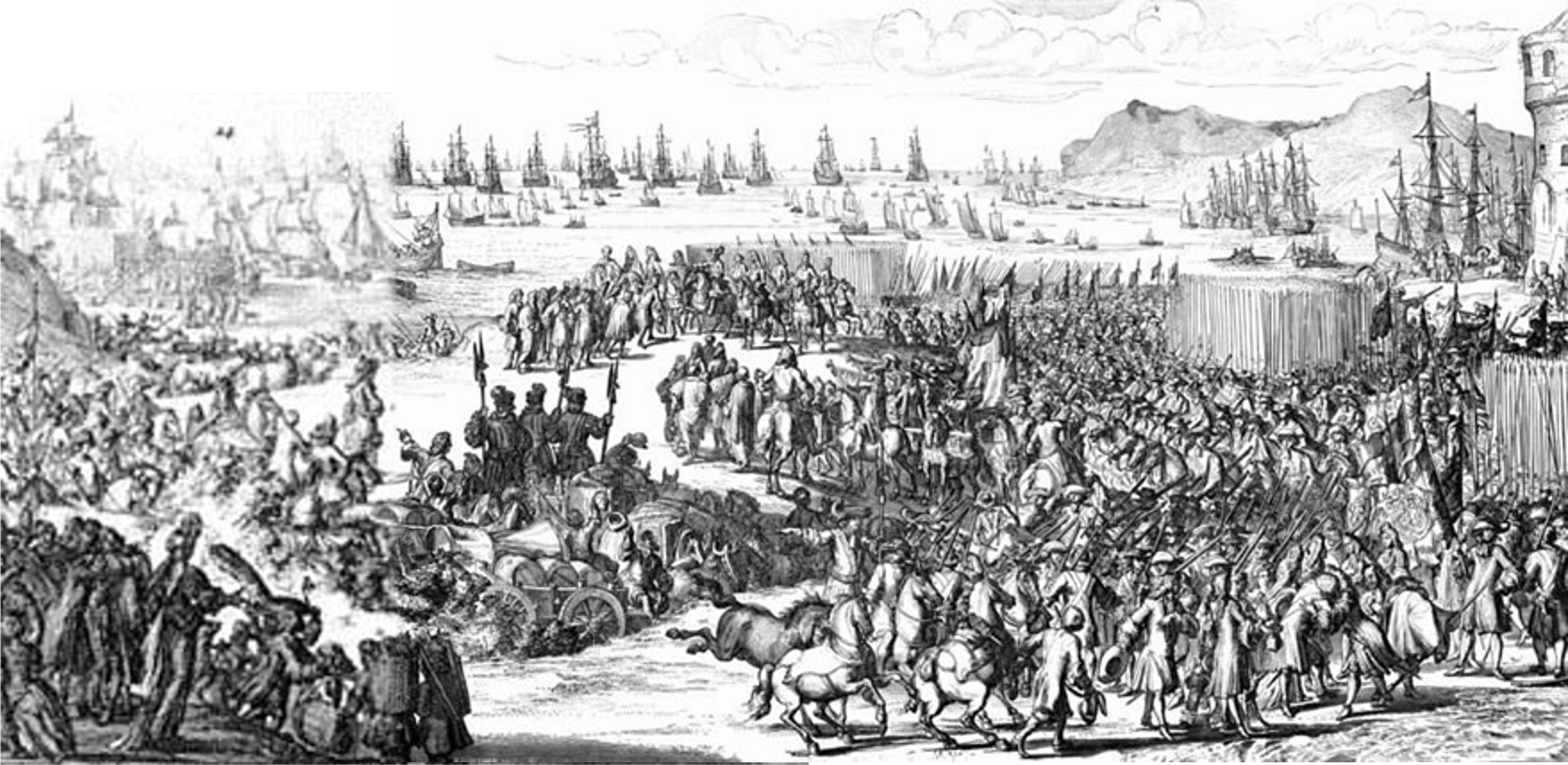
De landing van stadhouder Willem III op 5 november 1688 in Brixham, prent door Romeyn de Hooghe

Inmiddels had Lodewijk de Republiek economisch de oorlog verklaard. De Franse nijverheid had dan ook grote moeite te concurreren met de import vanuit Nederland. Leiden kon zijn laken niet meer in Frankrijk verkopen. Het gevaar was dat Engeland opnieuw de kant van Frankrijk zou kiezen en er opnieuw een rampjaar zou komen. Zo rijpte het plan om Engeland voorgoed tot bondgenoot te maken. Willem III richtte zich tot de ultrakatholieke keizer Leopold I in Wenen, die moest billijken dat de katholieke tronen van Engeland, Schotland en Ierland door een protestantse Oranje werden ingenomen. De weg naar Londen liep zelfs via Rome. In het diepste geheim stuurde hij een afgezant naar paus Innocentius XI, een verwoed tegenstander van Lodewijk XIV en de Fransen. Willem stelde godsdienstvrijheid voor de rooms-katholieken op de Britse eilanden in het vooruitzicht. Ook Leopold I liet zich voor Willems plannen winnen.
Daarbij hielp het dat er een uitnodigingsbrief van zeven vooraanstaande Engelsen was. Willem vertrok met een leger van 14.000 Nederlanders en 7.000 anderen (onder meer hugenoten, Engelsen, Schotten, Duitsers, Denen, Franse, Zweedse, Finse (in berenvellen), Poolse, Griekse en Zwitserse soldaten) van Hellevoetsluis naar Engeland in 1688. De armada van 500 schepen was zo'n vier keer groter dan de Spaanse Armada van 1588. De snelheid waarmee de hele operatie werd opgezet maakte diepe indruk. Willem ging aan de Engelse zuidkust in Brixham, tegenover Torquay, aan land. Het leger van Jacobus was in eerste instantie sterker dan dat van Willem, maar al spoedig liepen met name de protestantse officieren uit Jacobus' leger over. De bekendste onder hen was John Churchill, de latere hertog van Marlborough. Jacobus talmde en verloor daardoor de controle over zijn land. Willem vaardigde een bevel uit aan alle troepen in en rond Londen om zich terug te trekken. Hier werd veelal gevolg aan gegeven. Op 18 december trokken de toekomstige koning en koningin van Engeland Londen binnen. De stad werd daarna maandenlang door Nederlandse troepen bezet gehouden. Op 13 februari 1689 aanvaardde Willem, tezamen met zijn vrouw, de Kronen van Engeland (als Willem III) en Ierland (als Willem I). Op 11 april 1689 werden Willem (als Willem II) en Maria tot koning en koningin van Schotland gekroond. Tot de Slag aan de Boyne in Ierland 1690 bleef Willems positie echter wankel en kon hij zich alleen door zijn buitenlandse troepen handhaven. Er was nog heel wat steun voor Jacobus, vooral in Ierland en Schotland, maar ook in Engeland zelf. In 1691 gaven de Ieren zich eindelijk over en in oktober werd het Verdrag van Limerick getekend, waarin Willems bevelhebber, Godard van Reede-Ginkel, de katholieken milde voorwaarden oplegde. Deze zouden echter niet nagekomen worden door de Ierse protestanten, die hiermee wraak namen voor de gebeurtenissen van 1641, toen zij door de katholieken belaagd waren. King Billy is tot vandaag de dag de held van de protestantse unionisten gebleven.

## Negenjarige Oorlog

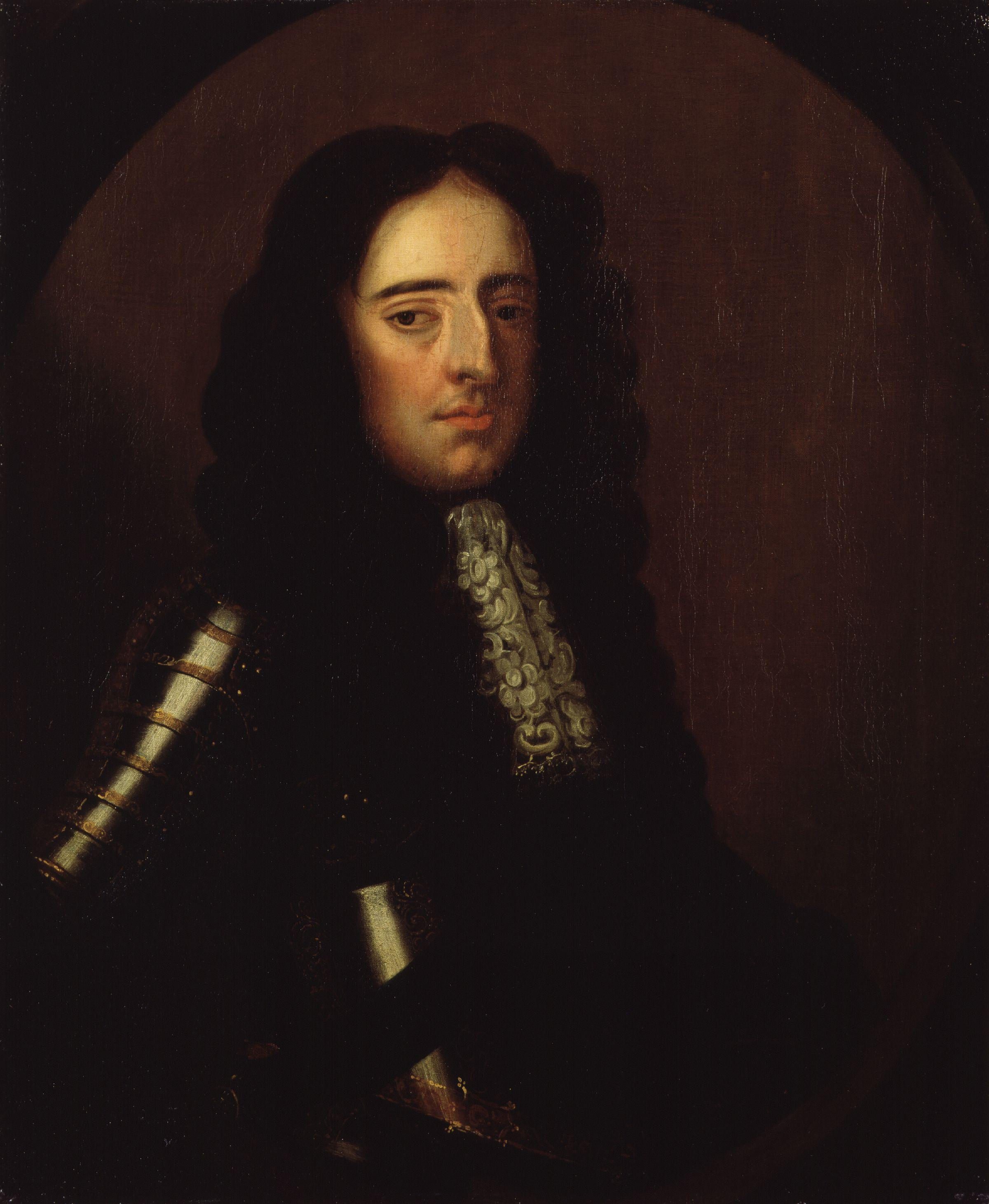
Willem III van Oranje, door Willem Wissing

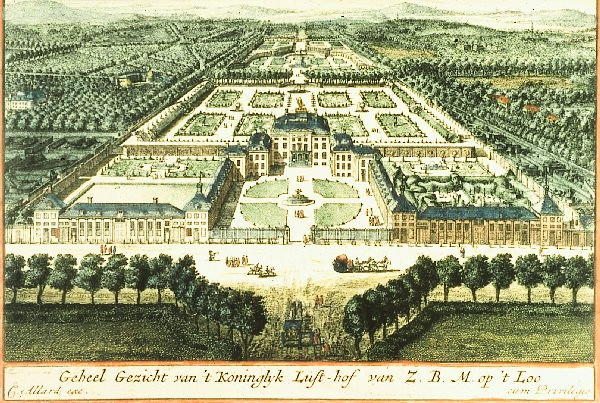
Het Loo door Daniel Marot

De Republiek werd heen en weer geslingerd tussen vrees voor de gegroeide macht van Oranje en vrees voor de externe dreiging van Lodewijk XIV; Amsterdam was de prominentste anti-orangistische stad, maar de vrij algemeen gerespecteerde en bewonderde stadhouder-koning kon in het algemeen op samenwerking met de Staten rekenen. Er werd door Lucas Rotgans zelfs een epos aan Willem gewijd (Willem III). Willems Glorious Revolution luidde een keerpunt in voor de Nederlands-Engelse betrekkingen, dat uiteindelijk ten gunste van Engeland zou uitpakken. Voor Engeland betekende dit het definitieve einde van de strijd tussen koning en parlement, en met de komst van Willems bankiers werd het Engelse financiële systeem herzien. Voortaan kon het land zich op de kolonisatie gaan richten. De Republiek had weliswaar een machtige traditionele rivaal veranderd in een machtige bondgenoot tegen Frankrijk, maar die zou haar steeds meer gaan overvleugelen.
Inmiddels was de handelsoorlog met Frankrijk geëscaleerd tot de Negenjarige Oorlog 1688-1697, die ook wel de Oorlog van de Liga van Augsburg wordt genoemd. Zoals wel vaker speelden er diverse conflicten tegelijkertijd, waaronder een opvolgingskwestie in de Palts waarmee Lodewijk zich bemoeide. Deze veroorzaakte zowel voor de Republiek als voor Frankrijk veel economische problemen. Bij het bezoek vanuit Engeland van Willem in februari 1691 aan Den Haag, vanwege besprekingen met zijn bondgenoten in Liga van Augsburg, kwamen vele hoge gasten en gezanten naar de stad. De overtocht van Willem was niet zonder ongemak en gevaar. De tocht in een open boot duurde 18 uur. Er stak een mist op, er dreven ijsschotsen, en ze kwam op een zandbank terecht voor de kust van het toenmalige eiland Westvoorn. Willem was vergezeld van diverse adellijke figuren, waaronder Hans Willem Bentinck en de bisschop van Londen. Volgens Govert Bidloo in zijn Komst van zijne majesteit Willem III, Koning van Groot Britanje enz. in Holland was Willem gewoon alle gevaren te verachten. Voor de festiviteiten rond het bezoek ontwierp Romeyn de Hooghe een groot aantal decoraties. Aanwezig waren de keurvorst van Brandenburg Frederik I van Pruisen, de keurvorst Maximiliaan II Emanuel van Beieren, de prinses van Koerland, waarschijnlijk Maria Anna van Koerland, getrouwd met Karel van Hessen-Kassel, de eveneens aanwezige landgraaf van Hessen-Kassel en de toekomstige keurvorst van Saksen. Toen in maart Bergen in het Zuid-Nederlandse Henegouwen werd belegerd, spoedde Willem zich naar het front. De oorlog eindigde onbeslist in 1697 met de Vrede van Rijswijk, waarbij Frankrijk uiteindelijk Luxemburg, het Vlaamse Kortrijk en de Henegouwse steden Aat, Charleroi en Bergen aan Spanje teruggaf. Lodewijk deed het ook voorkomen dat de Nederlandse handel hervat kon worden, maar zodra de Vrede van Rijswijk getekend was, interpreteerde hij die weer anders.

## Spaanse Successieoorlog

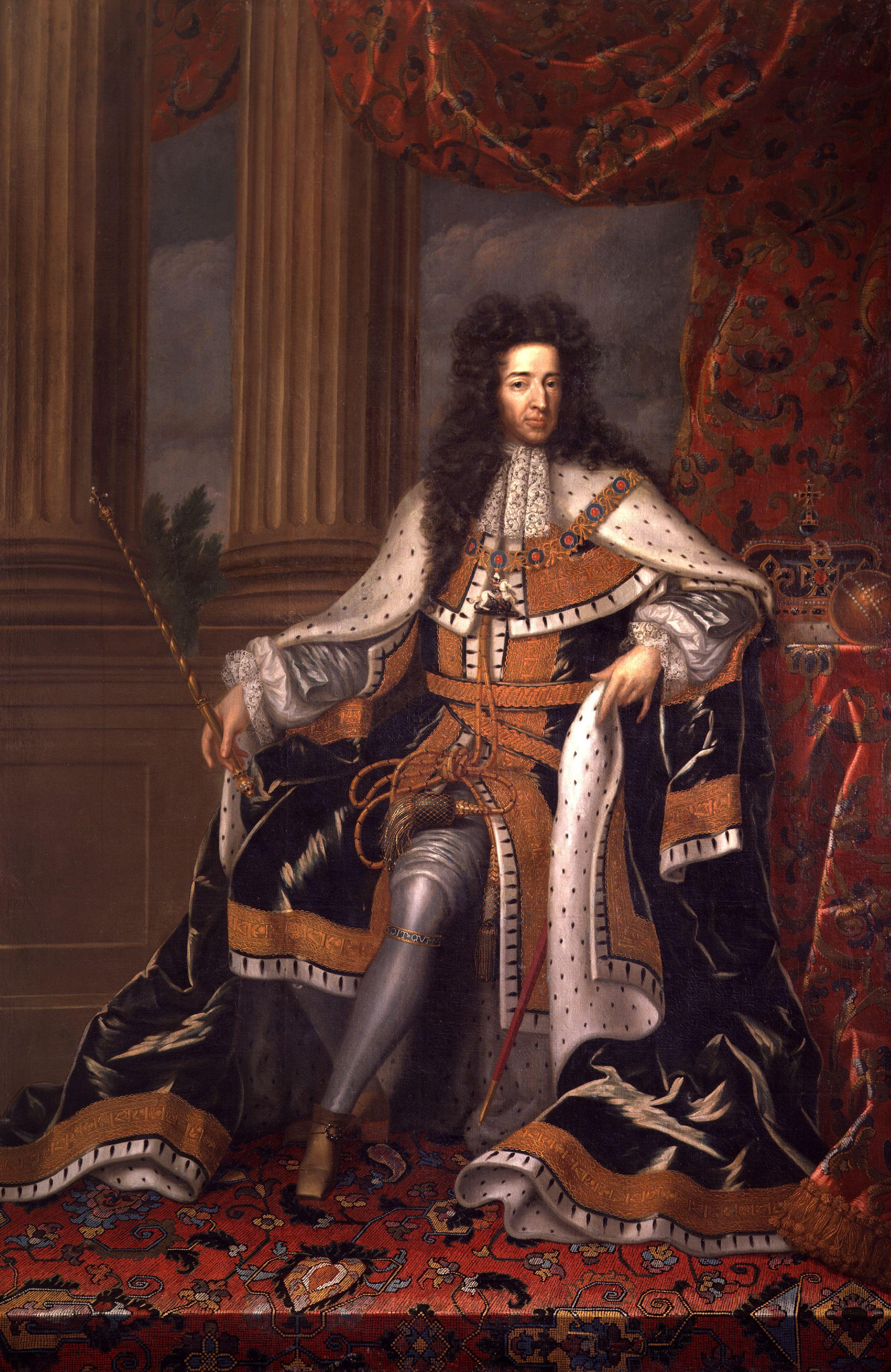
Willem III, als koning van Engeland, Schotland en Ierland

Toen Karel II van Spanje in 1700 kinderloos stierf na een kleinzoon van Lodewijk XIV (Filips V) als opvolger aangewezen te hebben, dreigde een politieke eenheid tussen Frankrijk en Spanje. Daarmee zou de Franse hegemonie in Europa helemaal niet meer te beteugelen zijn. Lodewijk verergerde het wantrouwen tegen hem door de aanspraken van de 'Old Pretender' Jacobus Frans Eduard Stuart, de zoon van de door Willem ten val gebrachte Jacobus II, te steunen. Er ontstond al snel een anti-Franse Grote Alliantie, waarmee Willem voor de derde keer sinds 1672 een hoofdrol kreeg in een oorlog tegen Frankrijk. Al in 1701 brak de Spaanse Successieoorlog uit.

## Strijd om de opvolging
In 1702 stierf Willem aan longontsteking, als complicatie bij een gebroken sleutelbeen, na een val van zijn paard dat struikelde over een molshoop. Het ongeluk vond plaats op 20 februari bij Hampton Court Palace, vanwaar de koning werd overgebracht naar Kensington Palace. Per ongeluk viel hij in slaap bij een open raam. Hij kreeg koorts en stierf op 8 maart (juliaanse kalender; 19 maart volgens de gregoriaanse). Vanwege zijn kinderloosheid ontstond ook hier een opvolgingsprobleem. Hij had wel geprobeerd om Johan Willem Friso van Nassau-Dietz, de zoon van de Friese stadhouder Hendrik Casimir (en kleinzoon van Albertine Agnes, dochter van Frederik Hendrik van Oranje-Nassau), tot universeel erfgenaam en opvolger aan te wijzen, maar in Engeland werd Willem opgevolgd door Anne, de zuster van Mary. In Holland werd het Tweede Stadhouderloze Tijdperk uitgeroepen. Koning Frederik I van Pruisen riep zich tot prins van Oranje uit, waarbij hij zich beriep op het testament van stadhouder Frederik Hendrik, die - in strijd met alle eerdere Nassause erflatingen - bepaalde dat bij het uitsterven van de mannelijke lijn van Oranjes al zijn bezittingen zouden toekomen aan de nakomelingen van zijn oudste dochter Louise Henriëtte, die de moeder was van Frederik I van Pruisen. Het feitelijk beheer van het vorstendom Orange ging echter over op het huis Bourbon-Conti en in hun naam verdreef koning Lodewijk XIV in 1703 alle protestanten uit de stad. De strijd om de nalatenschap zou zich nog dertig jaar voortslepen. In 1732 werd ten slotte het Traktaat van Partage getekend. Pruisen kreeg het graafschap Lingen, Moers en Opper-Gelre, behalve Venlo en Roermond. Zowel het Huis Oranje-Nassau als het Huis Hohenzollern mocht de titel prins van Oranje voeren, hoewel daar geen enkele bestuurlijke macht in het prinsdom zelf meer aan verbonden was.

## Willems karakter en geaardheid

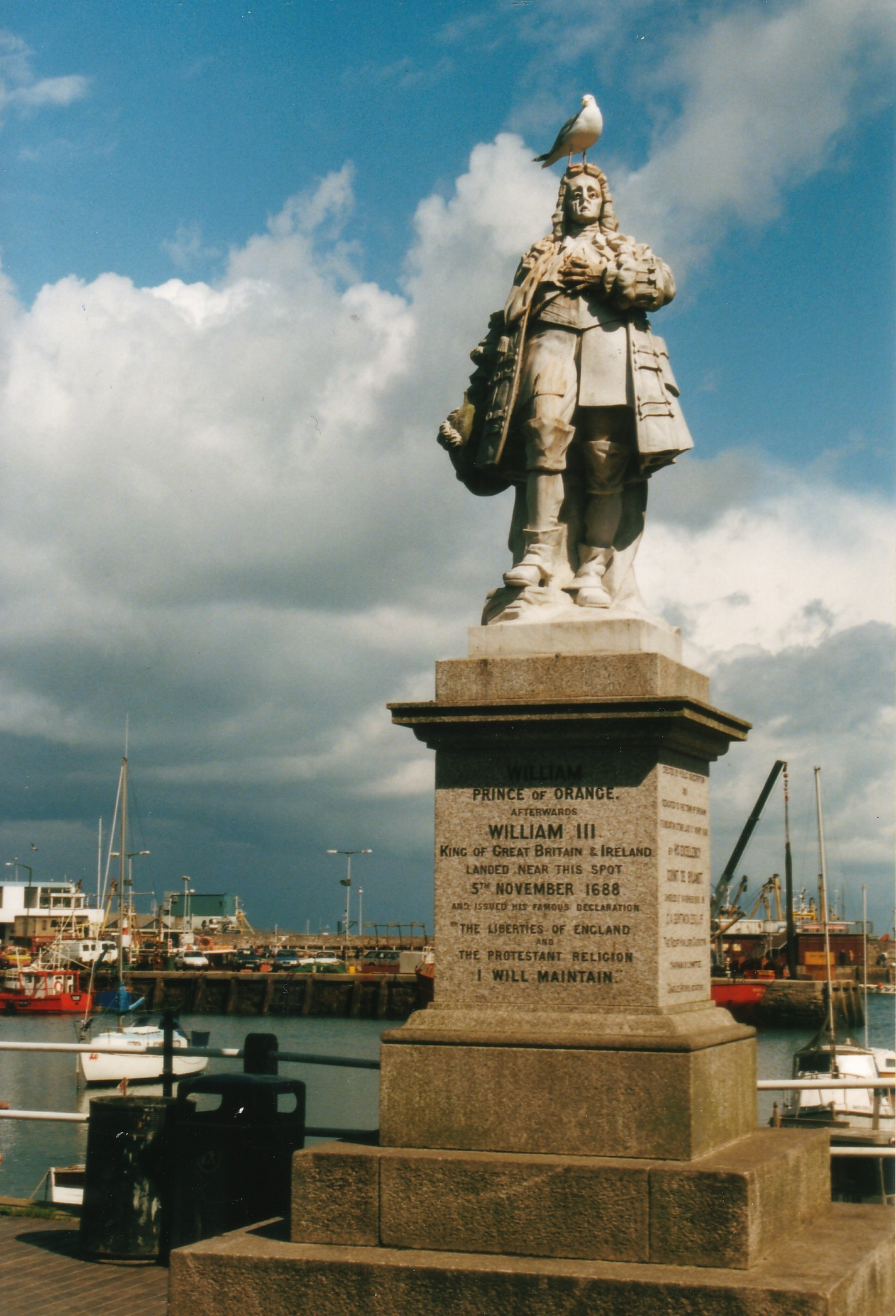
Standbeeld van Willem III in de haven van Brixham, waar hij landde in 1688

Willem had een introverte, gesloten persoonlijkheid. Naar buiten toe liet hij zelden iets van zijn emoties blijken en hij placht zijn standpunten zo veel mogelijk voor zichzelf te houden. Hij verkeerde ook niet graag in onbekend gezelschap. Dat was uitzonderlijk in de 17e eeuw, toen vorsten meestal een zeer publiek leven leidden. Tijdgenoten vonden het daarom moeilijk een goed beeld van hem te krijgen. Ook in geschriften drukte hij zich vaak bijzonder behoedzaam uit – wat in de hand gewerkt werd door de bloemrijke taal die toen in officiële teksten in de mode was –, zodat we veel van zijn diepste gevoelens slechts kennen uit losse opmerkingen die hij in intiem gezelschap maakte en die ons overgeleverd zijn in de dagboeken van zijn hovelingen. Toch was hij bepaald geen emotieloos man, integendeel: hij was juist uiterst fel in zijn opvattingen. Fel was hij ook in de persoonlijke trouw aan zijn vrienden die hij zelden in de steek liet, hoezeer ze die trouw ook beschaamden door het najagen van eigenbelang. Tijdens zijn bewind nam in Nederland de – al ruimschoots aanwezige – corruptie fors toe.
Willem ontwikkelde vaak een zeer diepe gehechtheid aan zijn mannelijke vrienden, zoals zijn gouverneur Frederik van Nassau, zijn jeugdvriend Hans Willem Bentinck en Arnold Joost van Keppel. Zijn mannelijke favorieten beloonde hij met invloedrijke posities en hoge titels. Tegelijkertijd is niet met zekerheid bekend dat hij ooit seksuele relaties had voor of buiten zijn huwelijk – dat kinderloos bleef. Hij had wel een soort maîtresse, Elizabeth Villiers, maar hun relatie schijnt gebaseerd te zijn geweest op de grote geest en intelligentie van die hofdame. Al vrij snel na zijn aantreden in Engeland werd het daar gebruikelijk hem in pamfletten te bespotten om zijn vermeende homoseksualiteit. Ook in Nederland vonden sommige leden van zijn staf het verdacht dat hij met enige regelmaat bezoek kreeg van mannen met wie hij zich voor korte tijd in zijn privévertrekken terugtrok en van wie het onduidelijk was hoe hij ze eigenlijk kende.
Tegenwoordig zijn de meningen van de historici verdeeld. Sommigen veronderstellen dat Willem er homoseksuele relaties op na hield, anderen menen dat die indruk slechts gewekt wordt doordat Willem een introverte, verlegen man was, daarbij tamelijk lelijk – hij was erg klein met te korte benen, was gedrongen en had een lange, kromme neus –, die zich daarom niet erg op zijn gemak voelde in vrouwelijk gezelschap, waar hij met zijn drukke bezigheden ook te weinig tijd voor had.

## Paleizen
In 1684 kocht Willem III het Kasteel Het Oude Loo bij Apeldoorn aan, waar hij later het Paleis Het Loo liet bouwen. Tijdens zijn jaren in Engeland liet hij ook Hampton Court Palace flink verbouwen, maar niet alle plannen voor de verbouwing werden uitgevoerd. In 1689 kocht hij Kensington Palace. De hofstede Soestdijk werd tussen 1674 en 1678 in opdracht van Willem III uitgebouwd tot een jachtslot naar ontwerp van Maurits Post, zoon van Pieter Post. In 1700 verwierf Willem III het kasteel Coldenhove om het te laten verbouwen tot een lusthof. Een jaar later brandde het kasteel echter af en een jaar later, in 1702, overleed Willem.

## Varia
- Op 7 februari 1668 danste Willem III, prins van Oranje, mee in een hofballet, het Ballet de la Paix.
- In februari 1680 ging hij samen met zijn vrouw twee achtereenvolgende dagen de Italiaanse opera van Dirck Strijcker bekijken. De impresario Dirck Strijcker kreeg een jaar later 1200 gulden uitbetaald door de burgemeesters als tegemoetkoming in de onkosten. Niettemin moest Strijcker zijn opera sluiten.
- Op het Kasteelplein in Breda staat een standbeeld van Willem III van Oranje-Nassau als een van de prominentste heren van Breda.
- Het graf van Willem III bevindt zich in Westminster Abbey te Londen. Hij is daarmee een van de weinige Oranjes sinds prins Willem I die niet in de grafkelder van de Oranjes in de Nieuwe Kerk te Delft zijn bijgezet. Het graf wordt door een kleine tegel in de vloer aangeduid. Er is geen monument.
- In 1696 werd de heerlijkheid Bredevoort door de Staten van Gelre cadeau gedaan aan koning-stadhouder Willem III. Zo kwam de heerlijkheid geheel in bezit van de Nassaus. Een van de titels van koning Willem-Alexander is daardoor nog steeds 'heer van Bredevoort'
- De monarchvlinder (Danaus plexippus) is vernoemd naar Willem III vanwege de oranje kleur.
- Willem III speelde een partijtje schaak, maar had daar geen lol in. Hij vormde daarmee een uitzondering in de relatie van de Oranjes met het schaakspel.

## Voorouders
| Willem van Oranje (1533–1584) | Willem van Oranje (1533–1584) | Willem van Oranje (1533–1584) | Willem van Oranje (1533–1584) | Willem van Oranje (1533–1584)           | Willem van Oranje (1533–1584)           | Louise de Coligny (1555–1620)           | Louise de Coligny (1555–1620)           | Louise de Coligny (1555–1620)           | Louise de Coligny (1555–1620)           | Louise de Coligny (1555–1620)    | Louise de Coligny (1555–1620)    |                                  |                                  | Johan Albrecht I van Solms-Braunfels (1563-1623) | Johan Albrecht I van Solms-Braunfels (1563-1623) | Johan Albrecht I van Solms-Braunfels (1563-1623) | Johan Albrecht I van Solms-Braunfels (1563-1623) | Johan Albrecht I van Solms-Braunfels (1563-1623) | Johan Albrecht I van Solms-Braunfels (1563-1623) | Agnes van Sayn-Wittgenstein (1569–1617) | Agnes van Sayn-Wittgenstein (1569–1617) | Agnes van Sayn-Wittgenstein (1569–1617) | Agnes van Sayn-Wittgenstein (1569–1617) | Agnes van Sayn-Wittgenstein (1569–1617) | Agnes van Sayn-Wittgenstein (1569–1617) |  |  | Jacobus I van Engeland (1566-1625) | Jacobus I van Engeland (1566-1625) | Jacobus I van Engeland (1566-1625) | Jacobus I van Engeland (1566-1625) | Jacobus I van Engeland (1566-1625) | Jacobus I van Engeland (1566-1625) | Anna van Denemarken (1574-1619)  | Anna van Denemarken (1574-1619)  | Anna van Denemarken (1574-1619)  | Anna van Denemarken (1574-1619)  | Anna van Denemarken (1574-1619)    | Anna van Denemarken (1574-1619)    |                                    |                                    | Hendrik IV van Frankrijk (1553-1610) | Hendrik IV van Frankrijk (1553-1610) | Hendrik IV van Frankrijk (1553-1610)      | Hendrik IV van Frankrijk (1553-1610)      | Hendrik IV van Frankrijk (1553-1610)      | Hendrik IV van Frankrijk (1553-1610)      | Maria de' Medici (1575-1642)              | Maria de' Medici (1575-1642)              | Maria de' Medici (1575-1642) | Maria de' Medici (1575-1642) | Maria de' Medici (1575-1642) | Maria de' Medici (1575-1642) |  |  |  |  |  |  |  |  |  |  |  |  |  |  |  |  |  |  |  |  |  |  |  |  |  |  |  |  |  |  |  |  |  |  |  |  |  |  |  |  |  |  |  |  |  |  |  |  |
| Willem van Oranje (1533–1584) | Willem van Oranje (1533–1584) | Willem van Oranje (1533–1584) | Willem van Oranje (1533–1584) | Willem van Oranje (1533–1584)           | Willem van Oranje (1533–1584)           | Louise de Coligny (1555–1620)           | Louise de Coligny (1555–1620)           | Louise de Coligny (1555–1620)           | Louise de Coligny (1555–1620)           | Louise de Coligny (1555–1620)    | Louise de Coligny (1555–1620)    |                                  |                                  | Johan Albrecht I van Solms-Braunfels (1563-1623) | Johan Albrecht I van Solms-Braunfels (1563-1623) | Johan Albrecht I van Solms-Braunfels (1563-1623) | Johan Albrecht I van Solms-Braunfels (1563-1623) | Johan Albrecht I van Solms-Braunfels (1563-1623) | Johan Albrecht I van Solms-Braunfels (1563-1623) | Agnes van Sayn-Wittgenstein (1569–1617) | Agnes van Sayn-Wittgenstein (1569–1617) | Agnes van Sayn-Wittgenstein (1569–1617) | Agnes van Sayn-Wittgenstein (1569–1617) | Agnes van Sayn-Wittgenstein (1569–1617) | Agnes van Sayn-Wittgenstein (1569–1617) |  |  | Jacobus I van Engeland (1566-1625) | Jacobus I van Engeland (1566-1625) | Jacobus I van Engeland (1566-1625) | Jacobus I van Engeland (1566-1625) | Jacobus I van Engeland (1566-1625) | Jacobus I van Engeland (1566-1625) | Anna van Denemarken (1574-1619)  | Anna van Denemarken (1574-1619)  | Anna van Denemarken (1574-1619)  | Anna van Denemarken (1574-1619)  | Anna van Denemarken (1574-1619)    | Anna van Denemarken (1574-1619)    |                                    |                                    | Hendrik IV van Frankrijk (1553-1610) | Hendrik IV van Frankrijk (1553-1610) | Hendrik IV van Frankrijk (1553-1610)      | Hendrik IV van Frankrijk (1553-1610)      | Hendrik IV van Frankrijk (1553-1610)      | Hendrik IV van Frankrijk (1553-1610)      | Maria de' Medici (1575-1642)              | Maria de' Medici (1575-1642)              | Maria de' Medici (1575-1642) | Maria de' Medici (1575-1642) | Maria de' Medici (1575-1642) | Maria de' Medici (1575-1642) |  |  |  |  |  |  |  |  |  |  |  |  |  |  |  |  |  |  |  |  |  |  |  |  |  |  |  |  |  |  |  |  |  |  |  |  |  |  |  |  |  |  |  |  |  |  |  |  |
|                               |                               |                               |                               |                                         |                                         |                                         |                                         |                                         |                                         |                                  |                                  |                                  |                                  |                                                  |                                                  |                                                  |                                                  |                                                  |                                                  |                                         |                                         |                                         |                                         |                                         |                                         |  |  |                                    |                                    |                                    |                                    |                                    |                                    |                                  |                                  |                                  |                                  |                                    |                                    |                                    |                                    |                                      |                                      |                                           |                                           |                                           |                                           |                                           |                                           |                              |                              |                              |                              |  |  |  |  |  |  |  |  |  |  |  |  |  |  |  |  |  |  |  |  |  |  |  |  |  |  |  |  |  |  |  |  |  |  |  |  |  |  |  |  |  |  |  |  |  |  |  |  |
|                               |                               |                               |                               | Frederik Hendrik van Oranje (1584–1647) | Frederik Hendrik van Oranje (1584–1647) | Frederik Hendrik van Oranje (1584–1647) | Frederik Hendrik van Oranje (1584–1647) | Frederik Hendrik van Oranje (1584–1647) | Frederik Hendrik van Oranje (1584–1647) |                                  |                                  |                                  |                                  |                                                  |                                                  | Amalia van Solms (1602−1675)                     | Amalia van Solms (1602−1675)                     | Amalia van Solms (1602−1675)                     | Amalia van Solms (1602−1675)                     | Amalia van Solms (1602−1675)            | Amalia van Solms (1602−1675)            |                                         |                                         |                                         |                                         |  |  |                                    |                                    |                                    |                                    | Karel I van Engeland (1600-1649)   | Karel I van Engeland (1600-1649)   | Karel I van Engeland (1600-1649) | Karel I van Engeland (1600-1649) | Karel I van Engeland (1600-1649) | Karel I van Engeland (1600-1649) |                                    |                                    |                                    |                                    |                                      |                                      | Henriëtta Maria van Frankrijk (1609-1669) | Henriëtta Maria van Frankrijk (1609-1669) | Henriëtta Maria van Frankrijk (1609-1669) | Henriëtta Maria van Frankrijk (1609-1669) | Henriëtta Maria van Frankrijk (1609-1669) | Henriëtta Maria van Frankrijk (1609-1669) |                              |                              |                              |                              |  |  |  |  |  |  |  |  |  |  |  |  |  |  |  |  |  |  |  |  |  |  |  |  |  |  |  |  |  |  |  |  |  |  |  |  |  |  |  |  |  |  |  |  |  |  |  |  |
|                               |                               |                               |                               | Frederik Hendrik van Oranje (1584–1647) | Frederik Hendrik van Oranje (1584–1647) | Frederik Hendrik van Oranje (1584–1647) | Frederik Hendrik van Oranje (1584–1647) | Frederik Hendrik van Oranje (1584–1647) | Frederik Hendrik van Oranje (1584–1647) |                                  |                                  |                                  |                                  |                                                  |                                                  | Amalia van Solms (1602−1675)                     | Amalia van Solms (1602−1675)                     | Amalia van Solms (1602−1675)                     | Amalia van Solms (1602−1675)                     | Amalia van Solms (1602−1675)            | Amalia van Solms (1602−1675)            |                                         |                                         |                                         |                                         |  |  |                                    |                                    |                                    |                                    | Karel I van Engeland (1600-1649)   | Karel I van Engeland (1600-1649)   | Karel I van Engeland (1600-1649) | Karel I van Engeland (1600-1649) | Karel I van Engeland (1600-1649) | Karel I van Engeland (1600-1649) |                                    |                                    |                                    |                                    |                                      |                                      | Henriëtta Maria van Frankrijk (1609-1669) | Henriëtta Maria van Frankrijk (1609-1669) | Henriëtta Maria van Frankrijk (1609-1669) | Henriëtta Maria van Frankrijk (1609-1669) | Henriëtta Maria van Frankrijk (1609-1669) | Henriëtta Maria van Frankrijk (1609-1669) |                              |                              |                              |                              |  |  |  |  |  |  |  |  |  |  |  |  |  |  |  |  |  |  |  |  |  |  |  |  |  |  |  |  |  |  |  |  |  |  |  |  |  |  |  |  |  |  |  |  |  |  |  |  |
|                               |                               |                               |                               |                                         |                                         |                                         |                                         |                                         |                                         | Willem II van Oranje (1626-1650) | Willem II van Oranje (1626-1650) | Willem II van Oranje (1626-1650) | Willem II van Oranje (1626-1650) | Willem II van Oranje (1626-1650)                 | Willem II van Oranje (1626-1650)                 |                                                  |                                                  |                                                  |                                                  |                                         |                                         |                                         |                                         |                                         |                                         |  |  |                                    |                                    |                                    |                                    |                                    |                                    |                                  |                                  |                                  |                                  | Maria Henriëtte Stuart (1631−1660) | Maria Henriëtte Stuart (1631−1660) | Maria Henriëtte Stuart (1631−1660) | Maria Henriëtte Stuart (1631−1660) | Maria Henriëtte Stuart (1631−1660)   | Maria Henriëtte Stuart (1631−1660)   |                                           |                                           |                                           |                                           |                                           |                                           |                              |                              |                              |                              |  |  |  |  |  |  |  |  |  |  |  |  |  |  |  |  |  |  |  |  |  |  |  |  |  |  |  |  |  |  |  |  |  |  |  |  |  |  |  |  |  |  |  |  |  |  |  |  |
|                               |                               |                               |                               |                                         |                                         |                                         |                                         |                                         |                                         | Willem II van Oranje (1626-1650) | Willem II van Oranje (1626-1650) | Willem II van Oranje (1626-1650) | Willem II van Oranje (1626-1650) | Willem II van Oranje (1626-1650)                 | Willem II van Oranje (1626-1650)                 |                                                  |                                                  |                                                  |                                                  |                                         |                                         |                                         |                                         |                                         |                                         |  |  |                                    |                                    |                                    |                                    |                                    |                                    |                                  |                                  |                                  |                                  | Maria Henriëtte Stuart (1631−1660) | Maria Henriëtte Stuart (1631−1660) | Maria Henriëtte Stuart (1631−1660) | Maria Henriëtte Stuart (1631−1660) | Maria Henriëtte Stuart (1631−1660)   | Maria Henriëtte Stuart (1631−1660)   |                                           |                                           |                                           |                                           |                                           |                                           |                              |                              |                              |                              |  |  |  |  |  |  |  |  |  |  |  |  |  |  |  |  |  |  |  |  |  |  |  |  |  |  |  |  |  |  |  |  |  |  |  |  |  |  |  |  |  |  |  |  |  |  |  |  |
|                               |                               |                               |                               |                                         |                                         |                                         |                                         |                                         |                                         |                                  |                                  |                                  |                                  |                                                  |                                                  |                                                  |                                                  |                                                  |                                                  |                                         |                                         |                                         |                                         | Willem III van Oranje (1650-1702)       |                                         |  |  |                                    |                                    |                                    |                                    |                                    |                                    |                                  |                                  |                                  |                                  |                                    |                                    |                                    |                                    |                                      |                                      |                                           |                                           |                                           |                                           |                                           |                                           |                              |                              |                              |                              |  |  |  |  |  |  |  |  |  |  |  |  |  |  |  |  |  |  |  |  |  |  |  |  |  |  |  |  |  |  |  |  |  |  |  |  |  |  |  |  |  |  |  |  |  |  |  |  |